# ولادیمیر کوتوزف
ولادیمیر نیکولایوویچ کوتوزف (روسی: Владимир Николаевич Кутузов؛ ۱۹۲۱ — ۲۰۱۰) مهندس صدا و صداگذار اهل روسیه بود.
از فیلم‌ها یا مجموعه‌های تلویزیونی که وی در آن‌ها نقش داشته است، می‌توان به خرگوش و سیب و تاری، پرنده کوچک اشاره نمود.